# Nodosariata
Classe
Les Nodosariata sont une classe de foraminifères.

## Liste des sous-taxons
Selon WoRMS, la classe compte les sous-taxons suivants :
- sous-classe des Hormosinana, Mikhalevich, 1992
  - super-famille des Cribratinoidea, Loeblich & Tappan, 1984
  - sous-ordre des Hormosinina, Haeckel, 1894
- sous-classe des Nodosariana, Mikhalevich, 1992
  - ordre des Delosinida, Revets, 1989, emend. Mikhalevich, 2014
  - ordre des Lagenida, Delage & Hérouard, 1896
  - ordre des Nodosariida, Calkins, 1926
  - ordre des Polymorphinida, Mikhalevich, 1980
  - ordre des Vaginulinida, Mikhalevich, 1993